# Howitzer 105 mm M119
Pour les articles homonymes, voir Canon de 105 mm.

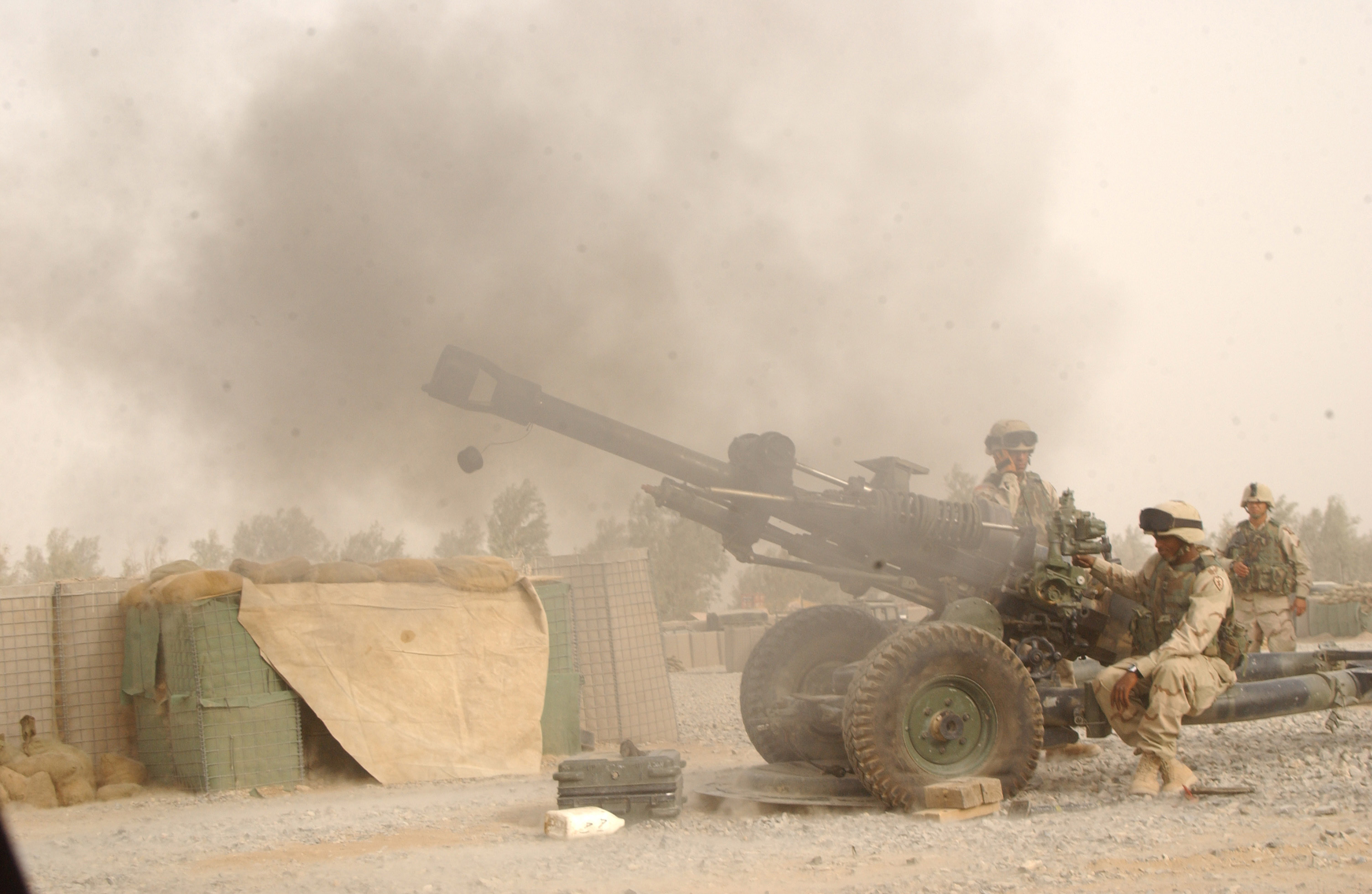
Obusier M119 en Afghanistan en 2004.

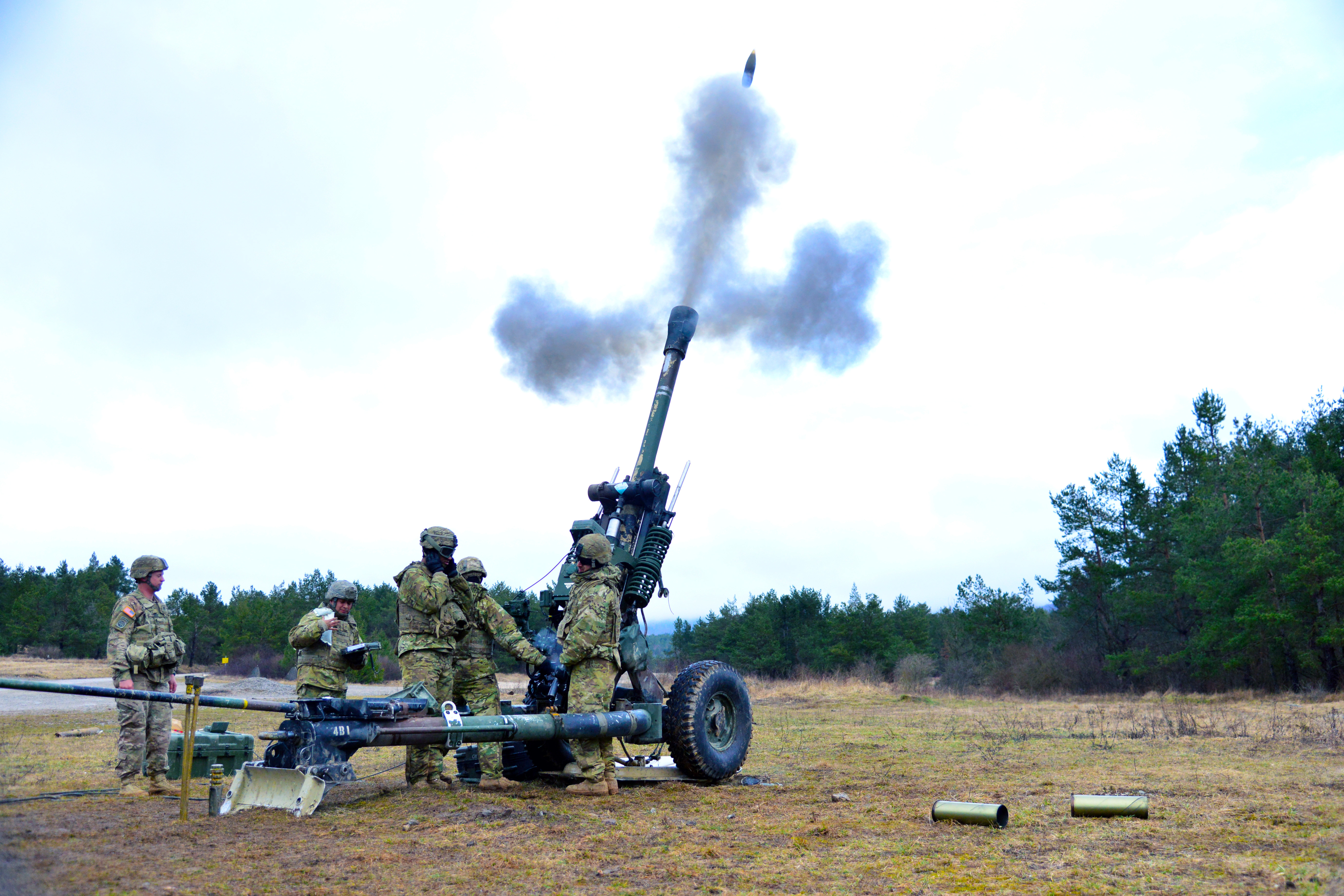
Obusier M119A3 de la 173e brigade aéroportée lors de manœuvres en Slovénie en 2016.

Howitzer 105 mm M119 Hawkeye est la désignation américaine du L118 light gun, un obusier léger britannique de 105 mm, utilisé par l'Armée de terre des États-Unis. Plus modulaire que le canon britannique, il peut être facilement transporté, même par hélicoptère, ou parachuté. Le M119 Hawkeye a une portée de près de 14 km et peut tirer six obus d'artillerie en une minute.

## Historique
Initialement mis en service en décembre 1989 dans la 7e division d'infanterie des États-Unis, il remplace progressivement le Howitzer 105 mm M102.
Il est construit au Rock Island Arsenal, la culasse et le canon M20A1 (pour le M119A2) par le Watervliet Arsenal (en). La fin de la production a lieu en 2013.
En avril 2009, l'obusier M119A2 est déployé par la 4e brigade d'infanterie de la 3e division d'infanterie américaine.
Les premiers obusiers M119A3 améliorés entrent en service en juillet 2013 dans la 101e division aéroportée. Le contrôle de tir numérique est mis à jour, il a une capacité accrue à basse température de -32 à -46 °, une culasse M20 avec un système de recul amélioré, elle comporte 75 pièces au lieu de 124 pièces pour les premières versions qui sont mises à ce standard.
821 M119A2/A3 sont en ligne en 2018 aux États-Unis.
En 2022, l'armée britannique envisage de l'installer sur des véhicules de soutien tactique Coyote 6x6 d'ici 2024

## Utilisateurs
- États-Unis
- Arabie saoudite : 54 M119A2 commandés en octobre 2011[6]
- Ukraine : 16 M119A3 sont donnés aux forces ukrainiennes en août 2022 à la suite de l'invasion de l'Ukraine par la Russie. L'Ukraine  a également reçu des L118 britanniques[7].